# 足球宝贝
足球宝贝（Football Babe）指足球場上的啦啦隊員，這一概念实际上是中国自己生成的一种说法。然而这个词却随着世界第一运动——足球而深入人心，并成为如今脍炙人口的一个词。

## 争议
足球宝贝一直以來都受到部分足球迷之負面评價，因为她们當中大多数都是因为电视或其它媒体的吸引才与足球产生联系，而不是因为喜欢这项运动才成為足球寶貝；有一些是期望透過成為足球寶貝來增加自己在媒體或攝影愛好者中的曝光率，以此作為跳板繼而打進演藝圈。直到近几年，随着国际足球各项赛事在内地的大量转播，才出现了不只靠身材或脸蛋的足球宝贝，有部分的足球宝贝開始真正認同並開始喜愛這項運動了。